# Centrum Badań Kosmicznych Polskiej Akademii Nauk
Centrum Badań Kosmicznych PAN – instytut naukowy III Wydziału Polskiej Akademii Nauk z siedzibą przy ul. Bartyckiej 18 A w Warszawie. Powołany decyzją Prezydium PAN 29 września 1976 roku, a działalność rozpoczął 1 kwietnia 1977 roku. W 2023 zatrudniał 217 pracowników, w tym 16 profesorów i 21 doktorów habilitowanych różnych specjalności, bardzo często technicznych. Od 1991 roku współpracuje z Europejską Agencją Kosmiczną. Od wejścia Polski w struktury ESA w 2012 roku, CBK PAN jest główną instytucją koordynującą działania polskich firm z sektora przemysłu kosmicznego w obrębie projektów ESA.
W strukturze Centrum znalazły się także: Zakład Fizyki Słońca we Wrocławiu, Obserwatorium Astrogeodynamiczne w Borówcu pod Poznaniem, Ośrodek Naukowy Badań Kosmicznych w Wałbrzychu oraz Zespół Fizyki Plazmy, Pracownia w Obserwatorium Astronomicznym w Piwnicach pod Toruniem.
CBK PAN jest jedynym w Polsce interdyscyplinarnym instytutem badawczym, którego cała działalność merytoryczna związana jest z prowadzeniem badań przestrzeni wokółziemskiej, ciał Układu Słonecznego i Ziemi, przy wykorzystaniu technologii kosmicznych i technik satelitarnych. CBK PAN współpracuje z największymi na świecie instytucjami z kręgu eksploracji kosmosu, w tym m.in. prowadzi własne eksperymenty w ramach misji NASA i ESA, współdziała m.in. z Centre National d’Études Spatiales, JPL Centrum NASA, Uniwersytetem Princeton i wieloma innymi.
W CBK PAN powstało ponad 70 instrumentów badawczych wysłanych w kosmos na pokładzie satelitów i sond międzyplanetarnych, m.in. Solar Orbiter, Chang’E–4, InSight, Herschel, Koronas–Foton, Rosetta, Mars Express oraz Cassini-Huygens; tu powstały też pierwsze polskie satelity naukowe „Lem” i „Heweliusz”.

## Najnowsze projekty
Centrum Badań Kosmicznych PAN uczestniczy m.in. w projektach GMES (Global Monitoring for Environment and Security), Galileo, EGNOS i BRITE. W 2001 roku skonstruowany przez instytut instrument o nazwie „CHOMIK” (penetrator geologiczny) poleciał na pokładzie marsjańskiej sondy Fobos-Grunt, jednak przez awarię rakiety jej misja zakończyła się niepowodzeniem.

### Brite-PL
Część kanadyjsko-austriacko-polskiego projektu, w ramach którego zbudowano i wysłano na orbitę 6 satelitów (dwa kanadyjskie, dwa austriackie i dwa polskie), które utworzyły formację lotną na wysokości 800 km. Ich zadaniem jest prowadzenie precyzyjnych i jednoczesnych pomiarów fotometrycznych kilkuset najjaśniejszych gwiazd zmiennych nieba w ciągu kilku lat. Polskie satelity mają masę ok. 6 kg i kształt sześcianu o boku 20 cm (są to tzw. CubeSaty). Zainstalowane na satelitach kamery szerokokątne wykonują niezakłócone wpływem atmosfery zdjęcia wielu gwiazd. Pierwszy satelita – „Lem” wystartował w listopadzie 2013, a drugi o nazwie „Heweliusz” został wystrzelony w sierpniu 2014.

### IBEX
IBEX, czyli Interstellar Boundary Explorer – satelita badawczy amerykańskiej agencji kosmicznej NASA, którego celem było opracowanie pierwszych map niebieskich granic Układu Słonecznego na jego styku z otoczeniem galaktycznym. Mapy te opracowane zostały na podstawie danych zebranych przez dwa detektory na pokładzie satelity w ciągu pierwszych sześciu miesięcy obserwacji. Detektory te zliczały nadbiegające z granic heliosfery energetyczne atomy neutralne. Nowe mapy ukazały strukturę obszaru oddzielającego Obłok Lokalny gazu galaktycznego od heliosfery, w której zanurzone jest Słońce, Ziemia i pozostałe planety, zawierającą nieoczekiwaną i nieprzewidywalną przez dotychczasowe modele Wstęgę – pierścieniowaty obszar o podwyższonej emisji atomów. Odkrycie IBEX-a zmieni poglądy na procesy zachodzące na styku Układu Słonecznego i ośrodka galaktycznego. Naukowcy CBK PAN biorą czynny udział w pracach zespołu IBEX, a ich wiedza i zaangażowanie poskutkowały udziałem w kolejnym wielkim projekcie heliosferycznym NASA, czyli w misji IMAP.

### IMAP/GLOWS
GLOWS, czyli GLObal solar Wind Structure, fotometr do obserwacji fluorescencyjnej poświaty heliosferycznej wodoru w Układzie Słonecznym. Dane uzyskane dzięki fotometrowi umożliwią zbadanie zależności strumienia wiatru słonecznego od szerokości heliograficznej oraz rozkładu w przestrzeni międzyplanetarnej wodoru międzygwiazdowego.
Misja IMAP, dla której przygotowywany jest instrument i eksperyment GLOWS, pomoże zbadać dwa ważne i powiązane ze sobą zagadnienia naukowe w heliosferze: przyspieszenie cząstek energetycznych oraz interakcje wiatru słonecznego z lokalnym ośrodkiem międzygwiazdowym. Misja jest tworzona przez międzynarodowy zespół naukowy pod kierownictwem profesora Davida J. McComasa z Uniwersytetu Princeton, a realizację projektu koordynuje Applied Physics Laboratory (APL) z Uniwersytetu Johnsa Hopkinsa. Z ramienia NASA misję koordynuje Heliophysics Division w Science Mission Directorate. Sonda kosmiczna IMAP wyposażona będzie w dziesięć instrumentów naukowych, z których jeden, GLOWS, powstaje w CBK PAN.

### JUICE
Sonda JUpiter ICy moons Explorer mission (JUICE) będzie badała gazowego giganta Jowisza i jego największe księżyce za pomocą 11 instrumentów naukowych. Dwa z nich to polskie eksperymenty: plazmy i fal radiowych oraz fal submilimetrowych opracowywane z udziałem Centrum Badań Kosmicznych Polskiej Akademii Nauk.
Eksperyment radiowy (RPWI), czyli zestaw przyrządów plazmowych RPWI, sprawdzi oddziaływanie silnego pola elektromagnetycznego Jowisza na największe księżyce tej planety Ganimedesa i Europę, natomiast drugi przyrząd – SWI – ma służyć obserwacji fal submilimetrowych generowanych przez wzbudzone molekuły w atmosferze Jowisza. Za jego pomocą można też obserwować emisję promieniowania z powierzchni i atmosfer Ganimedesa, Europy i Kallisto.

### PROBA-3
Misja Europejskiej Agencji Kosmicznej, której celem jest uzyskanie lotu w wyjątkowo precyzyjnej formacji. Poruszający się w ustalonej formacji tandem satelitów ma utworzyć najdłuższy na świecie koronograf, pozwalający na precyzyjne badania korony słonecznej. CBK PAN w ramach misji PROBA-3 projektuje i buduje tzw. Coronagraph Control Box, komputer pokładowy będący centralną częścią jednego z satelitów oraz koło filtrów, tzw. Filter Wheel Assembly. CBK PAN jest również instytucją nadzorującą prace polskiej części konsorcjum PROBA-3.

## Studia doktoranckie
We wrześniu 2020 roku Centrum Badań Kosmicznych Polskiej Akademii Nauk w Warszawie przyznano uprawnienia do nadawania stopnia naukowego doktora w dziedzinie nauk inżynieryjnotechnicznych w dyscyplinach: automatyka, elektronika i elektrotechnika. Instytut posiada również uprawnienia nadawania habilitacji i doktoratów w dziedzinie nauk ścisłych i przyrodniczych w dyscyplinie nauki o Ziemi i Środowisku.